# Герб Біюк-Онлара
Герб Біюк-Онлара — офіційний символ селища Біюк-Онлар (Курманського району АРК), затверджений рішенням Октябрської селищної ради.

## Опис
У червоному полі золота мурована балка, поверх якої зелене укорочене вістря з золотою краплею, в якій гроно винограду з зеленим листком; над балкою — золота мушля.

## Символіка
Мурована балка означає завод будівельних матеріалів, а гроно винограду — місцевий винзавод.